# Petter Andersson
Petter Andersson (Ljusvattnet, 20 februari 1985) is een Zweeds voormalig voetballer die onder contract stond bij de Zweedse club Hammarby IF. Tot juli 2012 stond Andersson onder contract bij FC Groningen.

## Carrière
Op 22 januari 2005 maakte Andersson zijn debuut voor het Zweedse Nationale Elftal. In de thuiswedstrijd tegen Zuid-Korea, die in een 1-1 gelijkspel eindigde, viel hij in de 72e minuut in voor Tobias Hysén. In september 2008 zat hij weer bij de Zweedse voorselectie maar hij viel, ondanks zijn fantastische vorm, in eerste instantie af voor de definitieve selectie van Lars Lagerback. Wel werden zijn Groningse ploeggenoten Andreas Granqvist en Marcus Berg geselecteerd door de bondscoach. Na enkele dagen bleek echter dat ook Petter Andersson opgeroepen werd voor het Zweedse Nationale Elftal vanwege een blessure van buitenspeler Christian Wilhelmsson. Begin november werd hij net als ploeggenoten Andreas Granqvist, Marcus Berg en Fredrik Stenman opgeroepen voor het oefenduel tegen Nederland.

### Blessure
Petter Andersson viel op zondag 25 januari 2009 uit in de thuiswedstrijd tegen Ajax. De Zweed was al enige tijd geblesseerd en tijdens deze invalbeurt scheurde Andersson zijn kruisband. Door deze blessure kon Andersson de rest van het seizoen geen wedstrijden meer spelen voor FC Groningen; zijn goede competitiestart duurde daardoor niet lang. Begin seizoen 2009-2010 scheurde een toen net gerevalideerde Andersson wederom dezelfde kruisband; ditmaal tijdens een duel tussen Jong FC Groningen en Jong AZ op Corpus Den Hoorn.

### Rentree
In de aanloop op zijn rentree speelde Andersson enkele duels met het beloftenelftal van FC Groningen. Daarnaast werd Andersson opgeroepen om de training van het Zweeds voetbalelftal bij te wonen. De bondscoach wou met de extra opgeroepen spelers een partijvorm 11 tegen 11 spelen.
Op 23 oktober 2010 maakte Andersson zijn rentree in de wedstrijd tegen NEC. Nicklas Pedersen maakte plaats voor de rentree van Andersson. De stand tijdens de wissel was 3-1. In de 90e minuut wist Andersson zijn eerste doelpunt te scoren na 22 maanden blessureleed en bepaalde zo de eindstand op 3-2. In de zomer van 2011 werd Andersson verkozen tot nieuwe aanvoerder van FC Groningen, nadat Andreas Granqvist zijn weg vervolgde bij de club Genoa CFC. Coach Pieter Huistra vindt dat hij een rolmodel binnen de spelersgroep is en dit bewezen heeft door met tegenslagen om te kunnen gaan, bovendien beheerst hij de taal goed. Op 17 mei werd bekend dat Andersson weg ging bij FC Groningen, de onderhandelingen over een nieuw contract liepen stuk.
Sinds de zomer van 2012 was hij transfervrij en tekende Andersson een nieuw contract bij de Deense club FC Midtjylland.
Op 22 december 2016 maakte hij op de website van Hammarby IF, de club waar hij tot dan toe nog onder contract stond, te stoppen met voetbal.

## Statistieken
| Seizoen                           | Club            | Land            | Competitie      | Wedstrijden           | Doelpunten            |
| --------------------------------- | --------------- | --------------- | --------------- | --------------------- | --------------------- |
| 2003/04                           | Hammarby IF     | Zweden          | Allsvenskan     | 2                     | 0                     |
| 2004/05                           | Hammarby IF     | Zweden          | Allsvenskan     | 26                    | 4                     |
| 2005/06                           | Hammarby IF     | Zweden          | Allsvenskan     | 25                    | 6                     |
| 2006/07                           | Hammarby IF     | Zweden          | Allsvenskan     | 9                     | 1                     |
| 2007/08                           | Hammarby IF     | Zweden          | Allsvenskan     | 22                    | 4                     |
| 2008/09                           | Hammarby IF     | Zweden          | Allsvenskan     | 19                    | 6                     |
| 2008/09                           | FC Groningen    | Nederland       | Eredivisie      | 15                    | 5                     |
| 2009/10                           | FC Groningen    | Nederland       | Eredivisie      | Blessure (Kniebanden) | Blessure (Kniebanden) |
| 2010/11                           | FC Groningen    | Nederland       | Eredivisie      | 17                    | 4                     |
| 2011/12                           | FC Groningen    | Nederland       | Eredivisie      | 33                    | 4                     |
| 2012/13                           | FC Midtjylland  | Denemarken      | Superligaen     | 26                    | 9                     |
| 2013/14                           | FC Midtjylland  | Denemarken      | Superligaen     | 20                    | 6                     |
| 2014/15                           | FC Midtjylland  | Denemarken      | Superligaen     | 23                    | 4                     |
| 2015/16                           | FC Midtjylland  | Denemarken      | Superligaen     | 3                     | 0                     |
| 2016/17                           | Hammarby IF     | Zweden          | Allsvenskan     | 0                     | 0                     |
| Carrière totaal                   | Carrière totaal | Carrière totaal | Carrière totaal | 214                   | 49                    |
| Bijgewerkt t/m 18 mei 2019 (CEST) |                 |                 |                 |                       |                       |

## Erelijst
FC Midtjylland
- Deens landskampioenschap

2015